# Гречухино (Ленинградская область)
Гречухино (до 1948 года Мусаканлахти, фин. Musakanlahti) — посёлок в Громовском сельском поселении Приозерского района Ленинградской области.

## Название
По постановлению общего собрания колхозников колхоза «имени Кутузова» зимой 1948 года деревня Мусаканлахти получила наименование Гречухино. Обоснование отсутствует. Вероятно, топоним образован от фамилии погибшего воина. Это переименование было закреплено указом Президиума ВС РСФСР от 13 января 1949 года.

## История
- Деревня Мусалакс на русской карте 1745 года

- Деревня Мусаканлахти на финской карте 1923 года

До 1939 года деревня Мусаканлахти входила в состав волости Пюхяярви Выборгской губернии Финляндской республики.
С января 1940 года — в составе Карело-Финской ССР.
С 1 августа 1941 года по 31 июля 1944 года финская оккупация.
С 1 ноября 1944 года учитывалась в составе Юлимякского сельсовета Кексгольмского района. 
С 1 октября 1948 года — в составе Красноармейского сельсовета Приозерского района.
С 1 января 1949 года деревня Мусаканлахти стала учитываться, как посёлок Гречухино в составе Красноармейского сельсовета Приозерского района. В ходе укрупнения к Мусаканлахти были присоединены соседние селения Куннианиеми, Кауру, Куостинмяки, Кохиранта.
В 1950 году население посёлка составляло 132 человека.
В 1962 году население посёлка составляло 72 человека.
С 1 февраля 1963 года — в составе Красноармейского сельсовета Выборгского района.
С 1 января 1965 года — вновь в составе Красноармейского сельсовета Приозерского района. 
По данным 1966 года посёлок Гречухино входил в состав Красноармейского сельсовета
По данным 1973 и 1990 годов посёлок Гречухино входил в состав Громовского сельсовета.
В 1997 году в посёлке Гречухино Громовской волости проживали 9 человек, в 2002 году — 7 человек (все русские).
В 2007 году в посёлке Гречухино Громовского СП проживали 6 человек, в 2010 году — 2 человека.

## География
Посёлок расположен в центральной части района на автодороге 41К-756 (подъезд к пос. Красноармейское).
Расстояние до административного центра поселения — 21 км.
Расстояние до ближайшей железнодорожной станции Громово — 13 км.
Посёлок находится на западном берегу Комсомольского озера. К северо-западу от посёлка располагается озеро Рощинское, к юго-западу — озеро Верхнегорское.

## Демография
| 2007 | 2010 | 2017 |
| ---- | ---- | ---- |
| 6    | ↘2   | ↗7   |

## Улицы
Береговой переулок, Луговой переулок, Озёрная, Полевой переулок.

## Садоводства
Гречухино, Озёрное.